# Helen Beebe
Pour les articles homonymes, voir Beebe (homonymie).
Helen Louise Hulick Beebe (27 décembre 1908 - 18 mars 1989) est une éducatrice américaine et une pionnière de la thérapie auditive-verbale. En 1938, elle a fait la une des journaux lorsqu'un juge l'emprisonne pour s'être présentée vêtue d'un pantalon alors qu'elle comparaissait comme témoin devant un tribunal.

## Biographie
Helen Beebe naît en 1908 à Easton, dans le comté de Northampton, en Pennsylvanie. Elle fréquente le Wellesley College de 1927 à 1929 et obtient son doctorat en 1930 à la Clarke School for the Deaf de Northampton, dans le Massachusetts.
Elle enseigne dans des écoles pour sourds en Oregon et en Californie. En 1938, alors qu'elle vivait en Californie, elle est appelée comme témoin au procès de deux hommes accusés d'avoir cambriolé sa maison. Le juge désapprouve qu'elle porte un pantalon et lui ordonne de revenir « correctement vêtue ». Alors qu'elle revient en pantalon, le juge l'emprisonne pour outrage,.
En 1942, elle s'installe à New York, où elle étudie avec l'orthophoniste et psychologue viennois Emil Fröschels (en), et apprend à connaître la méthode unisensorielle. Après la mort de celui-ci, en 1972, elle a continué à développer et à diffuser sa technique, maintenant connue sous le nom d'approche auditive-verbale, tout en étudiant l'orthophonie à l'université Columbia.
Elle ouvre en 1944 un cabinet à Easton, plus tard le Helen Beebe Speech and Hearing Center. En 1950, elle présente sa philosophie au congrès de l'Association internationale de logopédie et de phoniatrie (IALP) à Amsterdam. En 1985, le Lafayette College lui décerne un doctorat honoris causa en sciences humaines  pour son œuvre d'enseignante et de pionnière de la thérapie auditive-verbale.
Elle meurt d'une insuffisance cardiaque le 18 mars 1989 à l'hôpital d'Easton en Pennsylvanie.

## Publications
- A Guide to Help the Severely Hard of Hearing Child, éd. S.Karger, 1953  (ISBN 3-8055-1759-9).
- avec Deso A. Weiss: The Chewing Approach in speech and voice therapy, éd. Karger, Bâle/New York, 1951.